# Parafia Świętej Rodziny w Kaliszu
Parafia Świętej Rodziny w Kaliszu – rzymskokatolicka  parafia w dekanacie Kalisz I. Erygowana w roku 1981. Mieści się przy ulicy Harcerskiej. Duszpasterstwo prowadzą w niej księża diecezjalni.